# Shidokan
 (décembre 2023).
Si vous disposez d'ouvrages ou d'articles de référence ou si vous connaissez des sites web de qualité traitant du thème abordé ici, merci de compléter l'article en donnant les références utiles à sa vérifiabilité et en les liant à la section « Notes et références ».
Le shidokan est un art martial dont le but est de perpétuer la philosophie et l'éthique des arts martiaux ancestraux.
Son fondateur, maître Yoshiji Soeno, est né le 9 septembre 1947 à Tokorozawa, département de Saitama au Japon.
En 1969, le karaté kyokushinkaï s’ouvre aux autres disciplines et termine deuxième au tournoi du Japon dans la catégorie Open. Cette même année, maître Soeno ouvre son propre dojo, offrant un mélange de karaté et de boxe thaïlandaise. Il fonde le Shidokan en 1981, introduisant les techniques du karaté kyokushinkaï, de boxe thaïlandaise et du jujitsu[réf. nécessaire] qui permettent à ses adeptes de s’adapter à différents styles et leur impose ainsi une recherche constante d’efficacité.
Le shidokan s'est rapidement développé[Quand ?], à travers le Japon d’abord, puisque c’est le deuxième style de karaté au KO derrière le kyokushinkaï, puis dans plus de 60 pays.
C'est une discipline reconnue[réf. nécessaire] qui permet de pratiquer des compétitions libérales combinant les techniques de combats à mains nues, debout et au sol. En effet, le shidokan se pratique sur un ring autorisant un combat complet décrit comme un triathlon des arts martiaux (sous forme de trois rounds Shidokan Combat, Shidokan Boxing, combat libre) liant les coups de poing, de pied, de coude, de genou avec toutes les techniques de lutte et projection debout enchaînés au combat au sol par toutes les techniques de soumission : immobilisations, clés de bras, de nuque, de jambes, étranglements.
Depuis 2007, la représentation française officielle du karaté shidokan a été confiée à José Galluccio (ceinture noire 6e dan shidokan), entraîneur au sein du club du stade Laurentin de Saint-Laurent-du-Var (Alpes-Maritimes).
Grades
- ceinture blanche
- ceinture orange
- ceinture orange deux barrettes
- ceinture bleue
- ceinture bleue deux barrettes
- ceinture jaune
- ceinture jaune deux barrettes
- ceinture verte
- ceinture verte deux barrettes
- ceinture marron
- ceinture noire